# Le Dortoir des anges
Pour plus de détails, voir Fiche technique et Distribution.
Le Dortoir des anges (titre original : The Trouble with Angels) est un film américain réalisé par Ida Lupino, sorti en 1966.
Une suite sera tournée en 1968 : Les Gamines explosives (Where Angels Go, Trouble Follows) dans lequel les actrices Rosalind Russell, Mary Wickes, Binnie Barnes reprendront leur rôle.

## Synopsis
Rachel et Mary, deux adolescentes, rentrent ensemble à St. Francis Academy, un pensionnat catholique de jeunes filles tenues par des religieuses. La mère supérieure est une femme rigoriste que les élèves commencent par détester. 
Les deux jeunes filles sont des diablesses qui sèment la pagaille au pensionnat. Elles manquent plusieurs fois d'être renvoyées, mais la mère supérieure a de la tendresse pour Mary car elle a un caractère aussi vif que le sien. Après quelques épisodes où Mary perçoit que sous la férule de la mère supérieure, la compassion existe, c'est elle qui entrera dans les ordres pendant que la quasi-totalité des autres pensionnaires, dont son amie Rachel, retourneront vers le monde.

## Fiche technique
- Titre original : The Trouble with Angels
- Titre français : Le Dortoir des anges
- Réalisation : Ida Lupino
- Scénario : Blanche Hanalis
  - d'après le roman autobiographique Life with Mother Superior de Jane Trahey (en) (1962)
- Musique : Jerry Goldsmith
- Photographie : Lionel Lindon
- Montage : Robert C. Jones
- Producteur : William Frye (producer) (en)
- Société de production et de distribution : Columbia Pictures
- Pays de production :  États-Unis
- Langue d'origine : anglais américain
- Format : couleur — 35 mm — 1,85:1 — son : mono
- Genre : comédie
- Durée : 112 minutes
- Dates de sortie :
  - États-Unis : 30 mars 1966
  - France : 5 mai 1967

## Distribution
- Rosalind Russell (VF :  Paula Dehelly)  : la Mère supérieure
- Binnie Barnes : Sœur Celestine
- Camilla Sparv : Sœur Constance
- Mary Wickes : Sœur Clarissa
- Marge Redmond : Sœur Liguori
- Dolores Sutton (en) : Sœur Rose Marie
- Margalo Gillmore : Sœur Barbara
- Portia Nelson : Sœur Elizabeth
- Hayley Mills : Mary Clancy
- June Harding (en) : Rachel
- Gypsy Rose Lee : Mme Phipps
- Jim Boles : M. Gottschalk
- Kent Smith  (VF : Roger Treville) : l'oncle George Clancy
- Jim Hutton (VF : Raymond Loyer) : M. Petrie
- Mary Young : Mme Eldridge